# Un uomo in crisi. Canzoni di morte. Canzoni di vita
Un uomo in crisi: Canzoni di morte. Canzoni di vita è il secondo album del cantautore Claudio Lolli; fu pubblicato nel 1973.

## Descrizione
L'album contiene nove canzoni: ciascun lato del disco presenta un brano introduttivo seguito da una terna di canzoni concettualmente unite fra loro – «canzoni di morte» sul lato A e «canzoni di vita» sul lato B – più una chiosa finale, rappresentata dal brano Un bel mattino.
Le tre «canzoni di morte» presentano una visione pessimistica della vita, nei suoi aspetti personali (La guerra è finita, Morire di leva) e sociali (Hai mai visto una città); nelle tre "canzoni di vita", Lolli propone una via d'uscita al nichilismo attraverso la ricerca della parte più profonda del nostro essere (Un uomo nascosto), nell'impegno politico (Quello lì) e nel coraggio di prendere fra le mani la propria vita per cambiarla (La giacca). Conclude l'album il brano Un bel mattino nel quale, a fronte dell'ineluttabilità della morte, l'autore ricorda: «Ma oggi amore dobbiamo andare, giù nella strada, dobbiamo lottare».
Musicalmente il disco ripete le atmosfere del primo, forse con una cupezza in più e meno soluzioni ritmiche; tra i musicisti in evidenza l'allora violinista di Alan Sorrenti, la statunitense Talia Toni Marcus, che nello stesso anno suonerà anche in Opera buffa e l'anno seguente in Stanze di vita quotidiana entrambi di Francesco Guccini e che, anni dopo, aggiungendo anche il nome originale (Talia) e ritornata a vivere negli Stati Uniti, diventerà la violinista di Van Morrison; inoltre partecipa all'incisione Stefan Grossman, uno dei più grandi maestri del fingerpicking, allievo di Gary Davis e autore anche di molti manuali di questa tecnica chitarristica, e i due fratelli Enzo ed Elio Volpini, membri del gruppo di progressive L'Uovo di Colombo.
- Io ti racconto: Brano molto conosciuto, successivamente è stato anche reinciso da Lolli nel disco Nove pezzi facili.
- La guerra è finita: Se l'ambientazione del testo, una festa di un compleanno adolescenziale, può ricordare "Il compleanno" di Francesco Guccini, il modo che ha Lolli di raccontarlo si distacca da quello del suo concittadino, riuscendo ad essere addirittura più pessimista, e sembra voler essere una critica ai condizionamenti familiari e ai disagi psicologici che possono provocare.
- Morire di leva (ad un amico siciliano): Questa canzone è forse quella per cui vale più che le altre la definizione di canzone di morte: la storia di un ragazzo che si suicida mentre è di leva (e che diventa, quindi, la descrizione della piaga dei suicidi nelle caserme) e quello che ne segue, in particolare l'ipocrisia del dolore dei superiori e dei genitori. La musica ripete una strofa in minore, accompagnata da una chitarra, interrotta nel corso dei dieci minuti da un ritornello sempre in minore, con il contrappunto della fisarmonica di Enzo Volpini.
- Hai mai visto una città: La chitarra di Stefan Grossman inizia con un arpeggio questa canzone, accompagnata dal violino di Toni Marcus che riproduce, con le note, una sorta di "lamento" che affiora qua e là per tutta la canzone, che nel testo descrive il disagio della vita in città, in particolare nelle periferie degradate ("le luci arancione danno al cielo un colore anormale"); si può ricollegare, in una certa misura, ad "Angoscia metropolitana" del disco precedente.
- Un uomo in crisi: Con i suoi soli due minuti di durata, questa canzone è la vera anomalia del disco: e lo è anche per la musica che, per gli standard dell'album, si può definire allegra, con una chitarra in fingerpicking suonata da Stefan Grossman, accompagnata sul finale dal violino della Marcus ed un testo che descrive il modo di manifestarsi all'esterno della crisi esistenziale di un uomo.
- Un uomo nascosto: Il messaggio di questo testo è: cerca dentro di te quello che sei veramente....ognuno di noi ha qualcosa di nascosto, "dentro ogni vestito, in ogni maschera, in ogni sorriso, in ogni parola non detta, in ogni gesto, in ogni espressione del viso: c'è un uomo nascosto in ognuno di noi". La dolcezza della musica è sviluppata dagli accordi di pianoforte di Enzo Volpini, a cui si affianca alla terza strofa il violino, dando al tutto un'atmosfera un po' alla Leonard Cohen. Lolli non ha, almeno recentemente, ripreso questa canzone.
- Quello lì (compagno Gramsci): Questa canzone racconta le vicende di Antonio Gramsci ancora studente a Torino, viste con gli occhi di un suo vicino di casa di mentalità gretta e reazionaria, con un risultato estremamente sarcastico.
- La giacca: Il testo di questa canzone invita a darsi da fare, a prendere in mano la propria vita per provare a cambiarla: così si concludono le tre canzoni di vita. La musica ha in evidenza il pianoforte.
- Un bel mattino: Questa canzone, in un certo senso, ribadisce il messaggio della precedente, anche se nei primi versi pare invece rovesciarlo.

## Tracce
Testi e musiche di Claudio Lolli.
Lato A
1. Io ti racconto – 4:48
2. Canzoni di morte

Lato B
1. Un uomo in crisi – 2:00
2. Canzoni di vita
3. Un bel mattino – 5:03

## Crediti
Musicisti
- Claudio Lolli – voce, chitarra ritmica
- Stefan Grossman – chitarra a 6 corde, chitarra a 12 corde
- Piero Guccini – chitarra ritmica, flauto dolce, armonica
- Enzo Volpini – pianoforte, fisarmonica
- Elio Volpini – basso
- Toni Marcus – violino, viola
- Icaro Fornado – flauto, percussioni

Altri
- Franco Patrignani  – tecnico del suono
- Massimo Ruggeri  – recordista
- Umberto Telesco  – foto di copertina